# Оселедець атлантичний
Оселедець атлантичний (Clupea harengus) — риба родини оселедцеві роду оселедець.

## Опис
Розрізняють дві основні форми (підвиди) атлантичного оселедця — власне атлантичний оселедець (основна, або номінальна форма), розповсюджену у водах північної частини Атлантичного океану і суміжних морів Льодовитого океану, і балтійський оселедець або салаку. Зуби порівняно гарно розвинені. Жировий плавець відсутній. Забарвлення спини темне, черево та боки сріблясті.
Розрізняють декілька рас атлантичного оселедця:
- атлантично-скандинавські (веснянонерестуючі)
- літньонерестучі

Найчисленнішою расою є атлантично-скандинавські оселедці. Вони наближаються до берегів тільки в період розмноження, в березні — квітні.

## Поширення
Атлантично-скандинавські поширені від мису Гаттераса на заході і Біскайської затоки на сході до Гренландії, північно-західних берегів Шпіцбергена і Нової Землі. Область поширення обмежується водами атлантичного походження, і дуже рідко східні або північні кордони знаходження цього виду заходять за кордон плавучих льодів. Розмноження атлантичного оселедця відбувається тільки в південній половині ареалу, самі північні нерестовища розташовані біля Лофотенських островів і островів округу Тромсе (до 70—71 ° с. Ш. На північ). Далі на північ і схід зустрічається або молодь, занесена в Баренцове море Нордкапською течією, або дорослі особини, які проникають в околиці Гренландського моря по Шпіцбергенській течії. Розмноження всіх рас атлантичного оселедця відбувається при температурі не нижче 4—5 °C.
Літньонерестуючі оселедці населяють води Ісландії і Фарерських островів, південні фіорди Гренландії, і особливо (найчисленніше стадо) води шельфу Нової Англії і Нової Шотландії.

## Розмноження
Розмноження атлантично-скандинавських оселедців відбувається біля берегів Норвегії, неподалік Оркнейських і Шетландських островів з боку океану, відомі нерестовища коло цоколя Фарерського архіпелагу і вздовж південних берегів Ісландії. Особливо великі нерестовища знаходяться біля південно-західних берегів Норвегії. Всі райони розмноження оселедців знаходяться під сильним впливом атлантичних течій. Підхоплені течією личинки несуться далеко на північ. Від берегів Південної Норвегії молодь приноситься до Вест-фіорду; від Лофотенських островів — до берегів Мурмана, в центральні та східні райони Баренцевого моря, а також до острова Ведмежого; частина молоді виноситься у відкриті райони східної половини Норвезького моря; з південних районів Ісландії молодь приноситься течією Ірмінгера до її північних берегів. Умови відгодівлі молодих оселедців зумовлюються районом поширення молоді в підсумку її дрейфу. Чим північніше і на схід заноситься молодь, тим в гірші умови існування вона потрапляє.
Нерест літньонерестуючих оселедців відбувається протягом другої половини літа, і протяжність їх міграцій набагато менша, ніж у веснянонерестуючих оселедців. Літньонерестуючі оселедці володіють значно більшою плодючістю. Атлантично-скандинавські оселедці довжиною близько 32-33 см рідко мають кількість ікринок більше 70-75 тис., зазвичай 50-60 тис. У літньонерестуючих оселедців тих же розмірів плодючість досягає 150–200 тис. ікринок.

## Спосіб життя
Оселедці, що виросли в західних районах Баренцевого моря, у віці п'яти років досягають довжини 24-25 см і в цьому віці стають статевозрілими. У східних районах за 5 років оселедці виростають тільки до 18-19 см і дозрівають лише в 7-8 років. Під час поворотної міграції до нерестовищ зграї оселедця групуються по розміру, який відображає певною мірою їх фізіологічний стан. До переважної у зграї вікової групи приєднуються особини старшого віку, що відстали в рості, і молоді екземпляри з високим темпом росту. Після розмноження атлантично-скандинавські оселедці вступають у нову фазу свого життєвого циклу. Спочатку, ослаблі після нересту, вони зносяться течією, а далі вже здійснюють активні міграції в райони відгодівлі — в область полярного фронту, до північних берегів Ісландії, в район порога Мона й далеко на північ по Шпіцбергенській течії. Ця міграція відбувається з великою швидкістю, особливо у зграй, що мігрують на північ,- до 8-10 км на добу. Течії прискорюють нагульні міграції. Наприкінці липня зграї оселедців досягають уже найвіддаленіших районів і, нагромадивши запаси жиру, починають зворотну міграцію. Осінній міграційний шлях проходить значно західніше.
Після нересту течії сприяють руху риб, що йдуть нагулюватися. Під час нерестової міграції ці ж течії сповільнюють рух і зграї оселедця, заощаджуючи сили, обходять основні потоки Норвезького течії з заходу. Відгодовуючись в поверхневій товщі, де розвиток життєвих процесів, пов'язаних з відгодівлею оселедця, протікає дуже швидко, зграї оселедця вже на початку серпня досягають найвищої вгодованості, після чого у них швидко розвиваються статеві продукти. Рухаючись зі швидкістю близько 7 км на добу, зграї оселедця вже в грудні могли б прибути на нерестовища. Але в цей час року вода в районі Норвегії ще холодна, планктон не почав розвиватися, корму для личинок немає, і оселедець затримуються у дорозі в районі Східно-ісландської течії, де низькі температури сприяють зниженню їх обміну.
Зграї тримаються на глибині декількох сотень метрів, де температура води 1-2°С. З настанням весни вони швидко переходять до нерестовищ і першими приступають до розмноження. Слідом за оселедцем ідуть хижі риби — сайда, тріска, пікша.
Літньонерестуючі — відгодівля їх розділяється на два періоди: весняний, до розмноження, і осінній, після нересту. Від південних берегів Ісландії вони віддаляються на північ усього на 200–300 миль. Міграції оселедців, що живуть на шельфі Північної Америки, обмежені банкою Джорджес і затокою Фендібей. Всі літньонерестуючі оселедці відрізняються невеликим ростом у перший рік життя, але на другому-третьому році вони майже досягають розмірів оселедців, що розмножуються навесні. Темп росту літньонерестуючих оселедців, які заселяють Північне море значно нижчий, ніж у атлантично-скандинавських. Вони рідко досягають довжини 30 см, звичайні їхні розміри 26-28 см. Вони стають статевозрілими в 3-4 роки і ніколи не бувають старше 8-10 років. В стаді при сучасному інтенсивному промислі переважають риби 3-6 років.

## Промисел

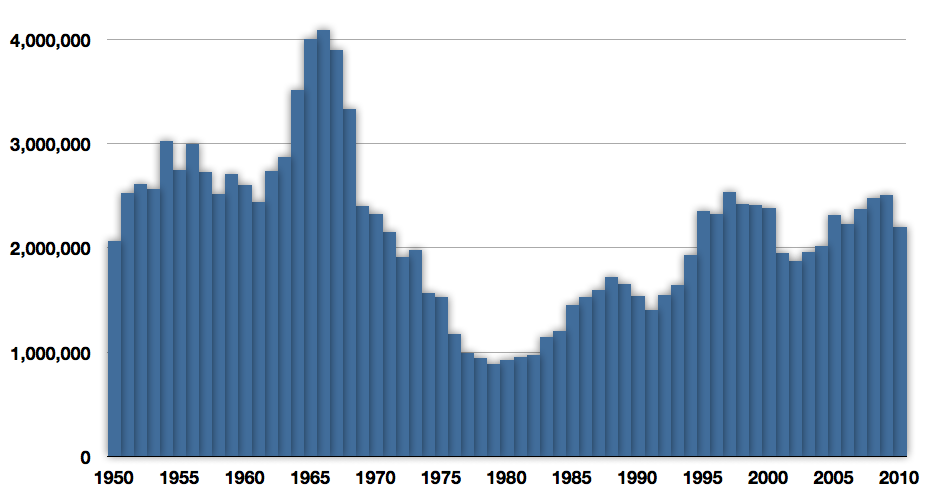
Світовий вилов оселедця атлантичного (в тонах) за даними FAO, 1950–2010

Сотні норвезьких рибалок, озброєних кошільними неводами і дрифтерними мережами, зустрічають зграї оселедця, що наближаються до берегів. У практиці норвезького промислу відомі випадки, коли за добу добувалося понад 100 тис. тонн оселедця, а за сезон, що триває менше місяця, улов становив 1,0-1,2 і навіть 1,5 млн тонн.
Біля норвезьких берегів здавна розрізняють чотири промислові категорії оселедця:
- дрібний оселедець, 7—19 см довжини, у віці 1—2,5 року;
- жирний, підростаючий оселедець від 19 до 26 см довжини, у віці 2,5—4 роки;
- великий, переднерестовий оселедець;
- весняний нерестовий оселедець, що має довжину від 27 до 32 см і вік від 4 до 8 років і вище.

Промисел відбувається в періоди підходу їх до берегів: дрібного оселедця — на півночі, жирного — в Середній Норвегії, великого та нерестового — у Південній Норвегії. Довгий час вилов атлантично-скандинавського оселедця відбувався тільки поблизу берегів. Було простежено міграції оселедця і виявлені скупчення його у відкритому морі, далеко від берегів. На цих скупченнях був організований ефективний промисел. У Баренцевому морі живуть тільки молоді вікові групи атлантично-скандинавських оселедців (до 5—7 років). З настанням статевої зрілості вони переходять у Норвезьке море і вливаються в загальне стадо атлантично-скандинавських оселедців. Коло Мурманського узбережжя, як і в Норвегії, молодий оселедець нерідко заходить в затоки (губи). Існував спеціальний «запірний» промисел оселедця. Замкненого оселедця успішно виловлюють. Особливо великі улови оселедця в губах Мурмана були отримані в 1933—1935 рр. (Від 68 до 103 тис. тонн на рік). Значні коливання чисельності окремих поколінь оселедця при невеликому числі їх у Баренцовому морі (усього 2-3 групи) не дозволили створити тут великого і стійкого промислу. Гарні підходи оселедця в Баренцове море спостерігаються періодично. Атлантично-скандинавські оселедці володіють величезним високопродуктивним нагульним ареалом і досягають великих розмірів, маючи високий темп росту, вони живуть до 15-18 років.

## Популяція
В останні роки у зв'язку з інтенсифікацією промислу багато уваги приділялося вивченню чисельності та величини стада оселедця. Багато десятків тисяч риб були позначені невеликими сталевими пластинками, які за допомогою пружинних пістолетів заганялися в порожнину тіла. Такий спосіб позначки оселедця переносять цілком задовільно. Виявлення міток серед пійманих риб виконувалось за допомогою спеціальних електромагнітів, які витягали мітки з рибного борошна, приготовленого з оселедця. Запас визначався за формулою, за якою загальна кількість позначених риб належить до вдруге пійманих, як запас до улову. Цим методом оцінювали запаси норвезькі іхтіологи.
Також вчені застосували метод визначення обсягу скупчень оселедця на місцях зимівлі за допомогою гідроакустичних приладів і визначення щільності скупчень шляхом підводного фотографування. Обидва методи дали подібні результати. Запас атлантичного оселедця в період найкращого поповнення досягав 12,0—12,5 млн тонн.
Запаси літньонерестуючих оселедців набагато менші від запасів веснянонерестуючих.